# Sil·lenita
La sil·lenita és un mineral de la classe dels òxids. Rep el seu nom de Lars Gunnar Sillén (1916-1960), de Suècia, qui va treballar intensament en els compostos de bismut i oxigen.

## Característiques
La sil·lenita és un òxid de fórmula química Bi₁₂SiO20. Cristal·litza en el sistema isomètric.
Segons la classificació de Nickel-Strunz, la sillenita pertany a «04.CB: Òxids amb proporció metall:oxigen = 2:3, 3:5, i similars, amb cations de mida mitja» juntament amb els següents minerals: brizziïta, corindó, ecandrewsita, eskolaïta, geikielita, hematites, ilmenita, karelianita, melanostibita, pirofanita, akimotoïta, romanita, tistarita, avicennita, bixbyita, armalcolita, pseudobrookita, mongshanita, zincohögbomita-2N2S, zincohögbomita-2N6S, magnesiohögbomita-6N6S, magnesiohögbomita-2N3S, magnesiohögbomita-2N2S, ferrohögbomita-2N2S, pseudorútil, kleberita, berdesinskiïta, oxivanita, olkhonskita, schreyerita, kamiokita, nolanita, rinmanita, iseïta, majindeïta, claudetita, estibioclaudetita, arsenolita, senarmontita, valentinita, bismita, esferobismoïta, kyzylkumita i tietaiyangita.

## Formació i jaciments
Va ser descoberta a l'estat de Durango, a Mèxic, tot i que ha estat descrita a una desena de països més d'arreu del planeta.